# Abrothallus brattii
Abrothallus brattii is een korstmosparasiet behorend tot de familie Abrothallaceae. Hij parasiteert op de korstmos.

## Verspreiding
Abrothallus suecicus komt alleen voor in Australië.